# Laeonereis glauca
Laeonereis glauca är en ringmaskart. Laeonereis glauca ingår i släktet Laeonereis och familjen Nereididae. Inga underarter finns listade i Catalogue of Life.